# テリトワール・ド・ベルフォール県
テリトワール・ド・ベルフォール県（テリトワール・ド・ベルフォールけん、Territoire de Belfort）は、フランスのブルゴーニュ＝フランシュ＝コンテ地域圏の県である。一部の書物では「ベルフォール領土」と記されることがある。

## 歴史

1871年以降の県境の変化

この地域はかつてのオー＝ラン（オーバーエルザス）県の一部であった。普仏戦争においてドイツ帝国はオー＝ラン県の属するアルザス（エルザス）地方のほぼ全域を占領したが、県の南西部ではフランス軍が激しい抵抗を続け、国防政府が対独降伏を受け入れ休戦命令を発するまでベルフォールの街を保持し続けていた。降伏後ベルフォールは戦争における英雄的な都市とみなされ、フランスの政治家たちの間でもベルフォールをドイツに引き渡すことを拒む主張がなされた。また、ゲルマン語に属するアルザス語が優勢であったアルザス地方の中で、例外的にベルフォール周辺がフランス語圏であったこともドイツへの割譲を拒む理由とされた（しかしフランス語とドイツ語の語圏を分ける明確な基準は存在しなかった。アルザスのみならずベルフォールでもフランス語もドイツ語も話されたからである。ベルフォール近郊にあるフランス語を話すいくつかの村がドイツに併合された。この村々はアルザスに残り、後にオー＝ラン県に復帰している。ウェルシュ谷はフランス語が独占的に話されていたがアルザスに残留し、今もオー＝ランの一部のままである）。国防的観点からもベルフォールはアルザスの要塞と自然国境を失うフランスの新たな対独防衛の要として重要であった。また、プロイセン軍の将校がフランス領として残留させた方がドイツの防衛上有利に立てる事を示したため、ドイツ側もこの地域を併合しないことに同意した。かくして普仏戦争の講和条約であるフランクフルト講和条約が結ばれた際、オー＝ラン県の大半はドイツへの併合が決まったが、南西部はフランスに残留する事を許された。この地域は第三共和制憲法の下で「ベルフォール領土（Territoire de Belfort）」として、県に次ぐ地位の自治体となった。
長い間、アルザス全土がフランスに復帰することを期待してテリトワール・ド・ベルフォールは特別な地位を保ち続けたが、1922年に正式にフランス第90番目の県となった。アルザス地域圏からフランシュ＝コンテ地域圏に併合された行政区画の調和に関する1960年6月2日のデクレによって、フランスの地域圏に地方自治体の地位を与える地方分権法とともに、1982年に決定が確認された。

## 地理
ドゥー県、オート＝ソーヌ県、ヴォージュ県、オー＝ラン県、スイスのジュラ州と接している。長い間国内で面積最小の県であったが、パリやプティト・クーロンヌ3県（セーヌ＝サン＝ドニ県、オー＝ド＝セーヌ県、ヴァル＝ド＝マルヌ県）が誕生するとその地位を失った。
パリやマヨットと同じく、テリトワール・ド・ベルフォールには郡庁がおかれていない。

## 人口統計
| 1872年 | 1876年  | 1881年  | 1886年  | 1891年  | 1896年  | 1901年  |
| ------ | ------- | ------- | ------- | ------- | ------- | ------- |
| 56.781 | 68.600  | 74.244  | 79.758  | 83.670  | 88.047  | 92.304  |
| 1906年 | 1911年  | 1921年  | 1926年  | 1931年  | 1936年  | 1946年  |
| 95.421 | 101.386 | 94.338  | 96.594  | 99.403  | 99.497  | 86.648  |
| 1954年 | 1962年  | 1968年  | 1975年  | 1982年  | 1990年  | 1999年  |
| 99.427 | 109.371 | 118.450 | 128.125 | 131.999 | 134.097 | 137.408 |